# Playa de Sam Son
Playa de Sam Son (en vietnamita: Bãi biển Sầm Sơn) es una playa y un complejo turístico en el país asiático de Vietnam. Se encuentra ubicada en la localidad de Sầm Sơn, provincia de Thanh Hoa, región de Bac Trung Bo, 16 km al este de la ciudad de Thanh Hoa. La Playa de Sam Son se convirtió en un resort playero en 1906 cuando los colonos franceses empezaron a construir unas instalaciones aquí. La playa tiene 6 km de largo, que se extiende desde estuario del Lach Hoi al pie del monte Trường Lệ. La playa está formada por arena blanca, y aguas claras.